# Conventional Weapons
Conventional Weapons é um coletânea musical da banda americana de rock My Chemical Romance, produzido por Brendan O'Brien e lançado como uma série de singles entre outubro de 2012 e fevereiro de 2013. Marcou o último lançamento de material de estúdio da banda antes de sua separação de 2013 a 2019.

## Contexto
Após a exaustiva, mas altamente bem-sucedida turnê de The Black Parade, o My Chemical Romance entrou em estúdio com o produtor Brendan O'Brien para produzir o próximo álbum do My Chemical Romance. Esgotados com a turnê de The Black Parade e seu tom sombrio, o grupo queria fazer uma ruptura consciente com o som daquele álbum e adotar uma abordagem mais divertida e simplificada, sem "conceitos, personagens, fantasias ou instrumentação extra". No entanto, a banda ficou insatisfeita com os resultados finais de suas gravações com O'Brien; embora sentissem que tinham alcançado seus objetivos, também sentiram que estavam se limitando criativamente. Como resultado, os membros decidiram arquivar o álbum, uma decisão que a gravadora Reprise Records, apoiou. As sessões com Brendan O'Brien foram eventualmente lançadas em 2012 sob o nome de Conventional Weapons.
Em 14 de setembro de 2012, Frank Iero anunciou o projeto através do site oficial da banda. Dizendo que o álbum consiste em dez músicas inéditas que foram gravadas em 2009, antes da produção do quarto álbum de estúdio, Danger Days: The True Lives of the Fabulous Killjoys.

## Lançamento
Conventional Weapons foi lançado como uma série de cinco singles duplos lado A, acompanhados por downloads digitais. Cada lançamento estava disponível para compra individual, mas todos os cinco também foram oferecidos coletivamente como parte de um box set de edição limitada disponível para pré-venda através da loja online oficial do My Chemical Romance. Os singles de vinil foram embalados em cinco capas de imagem diferentes, cada uma retratando um tipo diferente de arma. O último single, Number 5, foi enviado juntamente com uma caixa para abrigar todos os outos lançamentos individuais, juntamente com um pôster exclusivo. Todos os singles foram prensados em uma cor diferente de vinil.

## Lista de faixas
Todas as faixas escritas e compostas por Bob Bryar, Frank Iero, Ray Toro, Gerard Way, and Mikey Way. 
| Number One     |                    |         |  |
| N.º            | Título             | Duração |  |
| 1.             | "Boy Division"     | 2:55    |  |
| 2.             | "Tomorrow's Money" | 3:16    |  |
| Duração total: | Duração total:     | 6:13    |  |

| Number Two     |                |         |  |
| N.º            | Título         | Duração |  |
| 3.             | "AMBULANCE"    | 3:52    |  |
| 4.             | "Gun."         | 3:39    |  |
| Duração total: | Duração total: | 7:45    |  |

| Number Three   |                              |         |  |
| N.º            | Título                       | Duração |  |
| 5.             | "The World Is Ugly"          | 4:54    |  |
| 6.             | "The Light Behind Your Eyes" | 5:12    |  |
| Duração total: | Duração total:               | 10:06   |  |

| Number Four    |                 |         |  |
| N.º            | Título          | Duração |  |
| 7.             | "Kiss the Ring" | 3:09    |  |
| 8.             | "Make Room!!!!" | 3:42    |  |
| Duração total: | Duração total:  | 6:51    |  |

| Number Five    |                       |         |  |
| N.º            | Título                | Duração |  |
| 9.             | "Surrender the Night" | 3:27    |  |
| 10.            | "Burn Bright"         | 4:17    |  |
| Duração total: | Duração total:        | 7:44    |  |

## Ficha técnica
My Chemical Romance
- Gerard Way: vocais principais
- Frank Iero: guitarras, vocais de apoio
- Ray Toro: guitarras, vocais de apoio
- Mikey Way: baixo
- Bob Bryar: bateria

Adicionais
- Rich Costey: mixagem de áudio
- Brendan O'Brien: produção
- Matt "Varnish" Taylor: arte e design